# Ел Сокоро, Сан Патрисио (Гереро)
Ел Сокоро, Сан Патрисио (шп. El Socorro, San Patricio) насеље је у Мексику у савезној држави Коавила у општини Гереро. Насеље се налази на надморској висини од 176 м.

## Становништво
Према подацима из 2005. године у насељу су живела 2 становника.

### Хронологија
| Година       | 2000 | 2005 |
| ------------ | ---- | ---- |
| Становништво | 2    | 2    |

### Попис
| # | Индикатор                        | Вредност |
| - | -------------------------------- | -------- |
| 1 | Укупно појединачних домаћинстава | 2        |